# 格魯伯巴赫河
51°49′15.82″N 8°21′43.14″E / 51.8210611°N 8.3619833°E

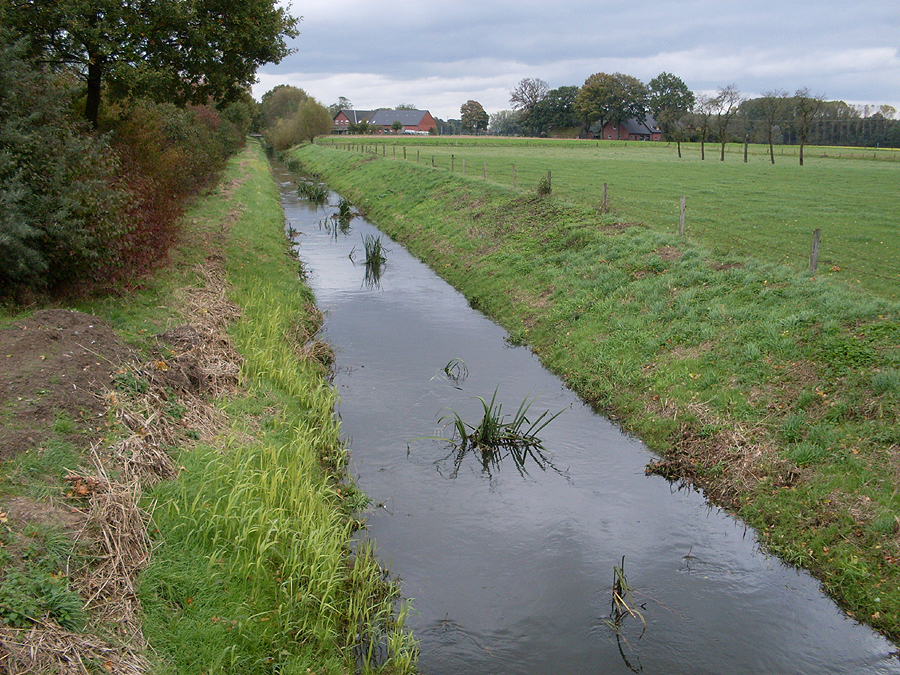
格魯伯巴赫河

格魯伯巴赫河（德語：Grubebach），是德國的河流，位於該國西部，流經北萊茵-威斯特法倫州，屬於埃姆斯河的左支流，河道全長22.2公里，流域面積99.9平方公里。